# Samsoniwka (obwód ługański)
Samsoniwka (ukr. Самсонівка) – wieś na Ukrainie, w obwodzie ługańskim, w faktycznie niefunkcjonującym rejonie ługańskim, od 2014 pod kontrolą marionetkowej, uzależnionej od Rosji Ługańskiej Republiki Ludowej. W 2001 liczyła 1282 mieszkańców, spośród których 179 wskazało jako ojczysty język ukraiński, 1102 rosyjski, a 1 inny.